# Kinetocodium danae
Kinetocodium danae är en nässeldjursart som beskrevs av Paul Torben Lassenius Kramp 1921. Kinetocodium danae ingår i släktet Kinetocodium och familjen Hydractiniidae. Inga underarter finns listade i Catalogue of Life.